# ウィリアム・ギルソン・ファーロー

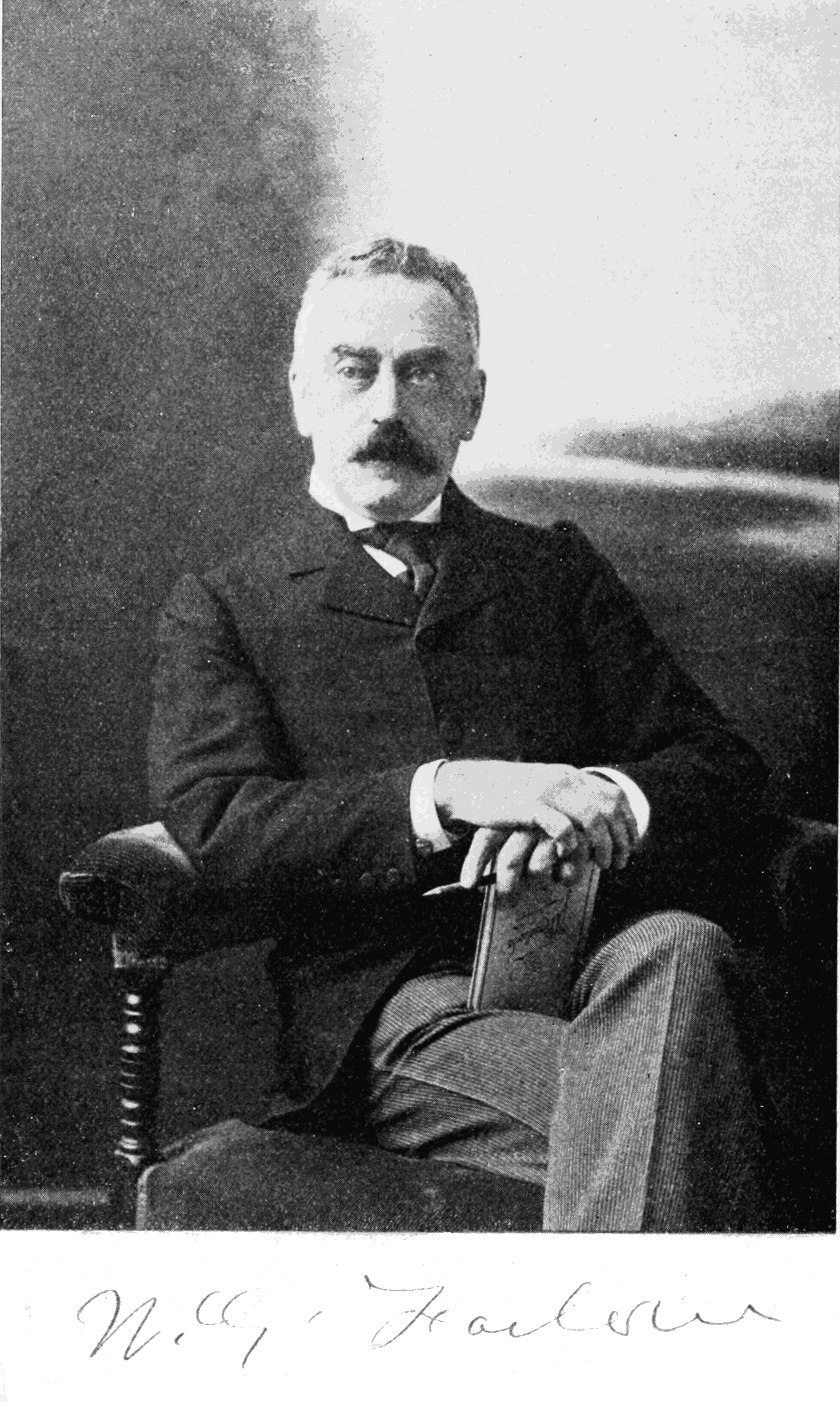
ウィリアム・ギルソン・ファーロー

ウィリアム・ギルソン・ファーロー（William Gilson Farlow、1844年12月17日 – 1919年6月3日）はアメリカ合衆国の植物学者である。アメリカ合衆国における藻類、（および隠花植物）の分類学のパイオニアである。

## 略歴
ボストンに生まれた。ハーバード大学で学び、1866年にA.B.、1870年に M.D.の学位を得た。ヨーロッパで学んだ後、1874年にハーバード大学の植物学の准教授、1879年から隠花植物の教授となった。
隠花植物の分類学を専門として、アメリカ合衆国の初期の女性植物学者、キャロライン・ビンガム（Caroline Bingham）やスウェーデンの藻類学者、ヤコブ・ゲオルグ・アガード（Jacob Georg Agardh）と共同研究し、それまであまり研究されていなかった藻類の分類学研究を進め、アメリカの隠花植物学の父と呼ばれることもある
。
1899年にアメリカ博物学者協会（American Society of Naturalists）の会長になり、1904年に全米科学アカデミーの会長、1905年に米国科学振興協会の会長、1911年にアメリカ植物学会の会長を務めた。
ナマズ目の魚の属名、ファロウェラ (farlowella)は ファーローに因んで命名された。

## 著書"Icones Farlowianae :illustrations of the larger Fungi of eastern North America"の図版

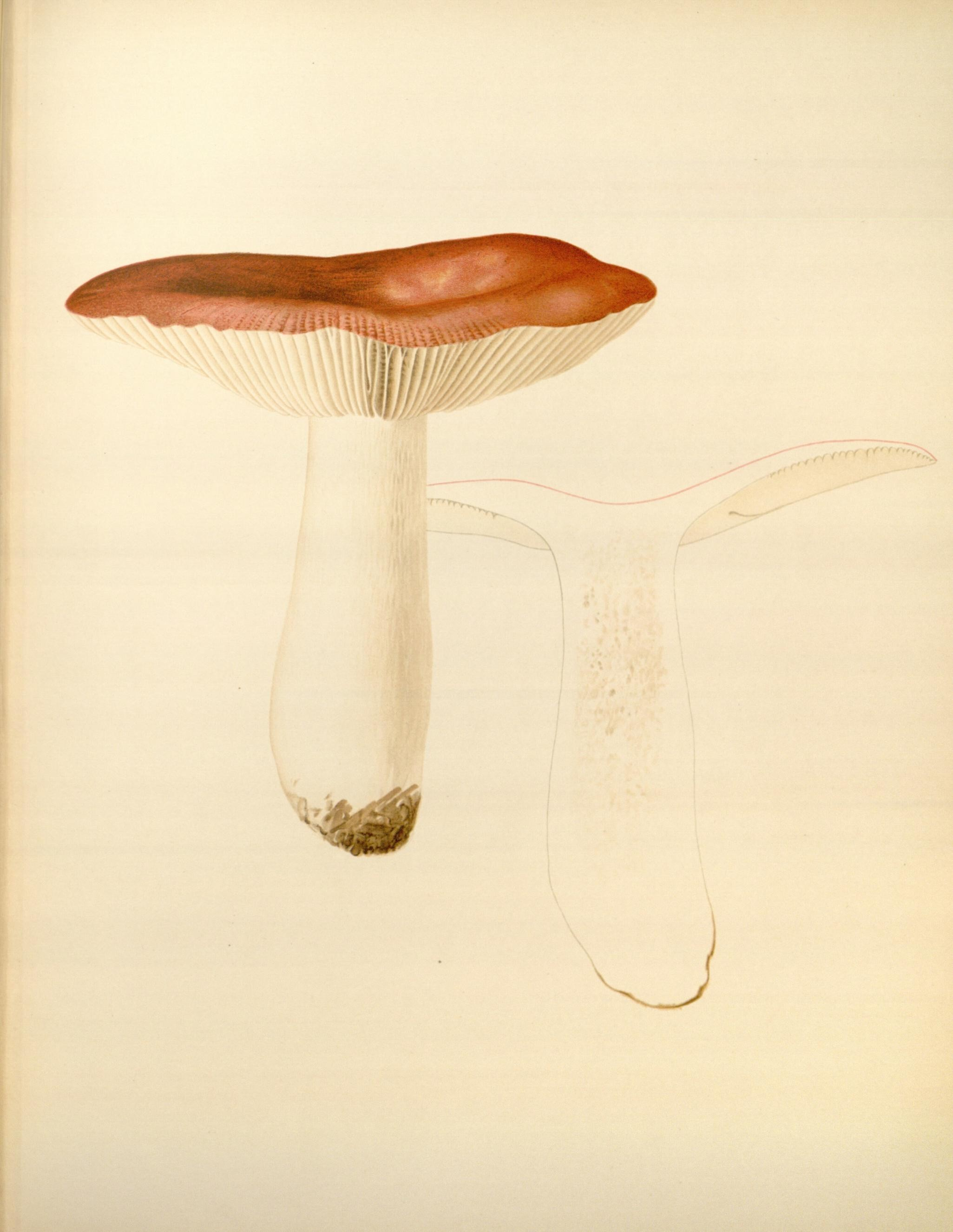
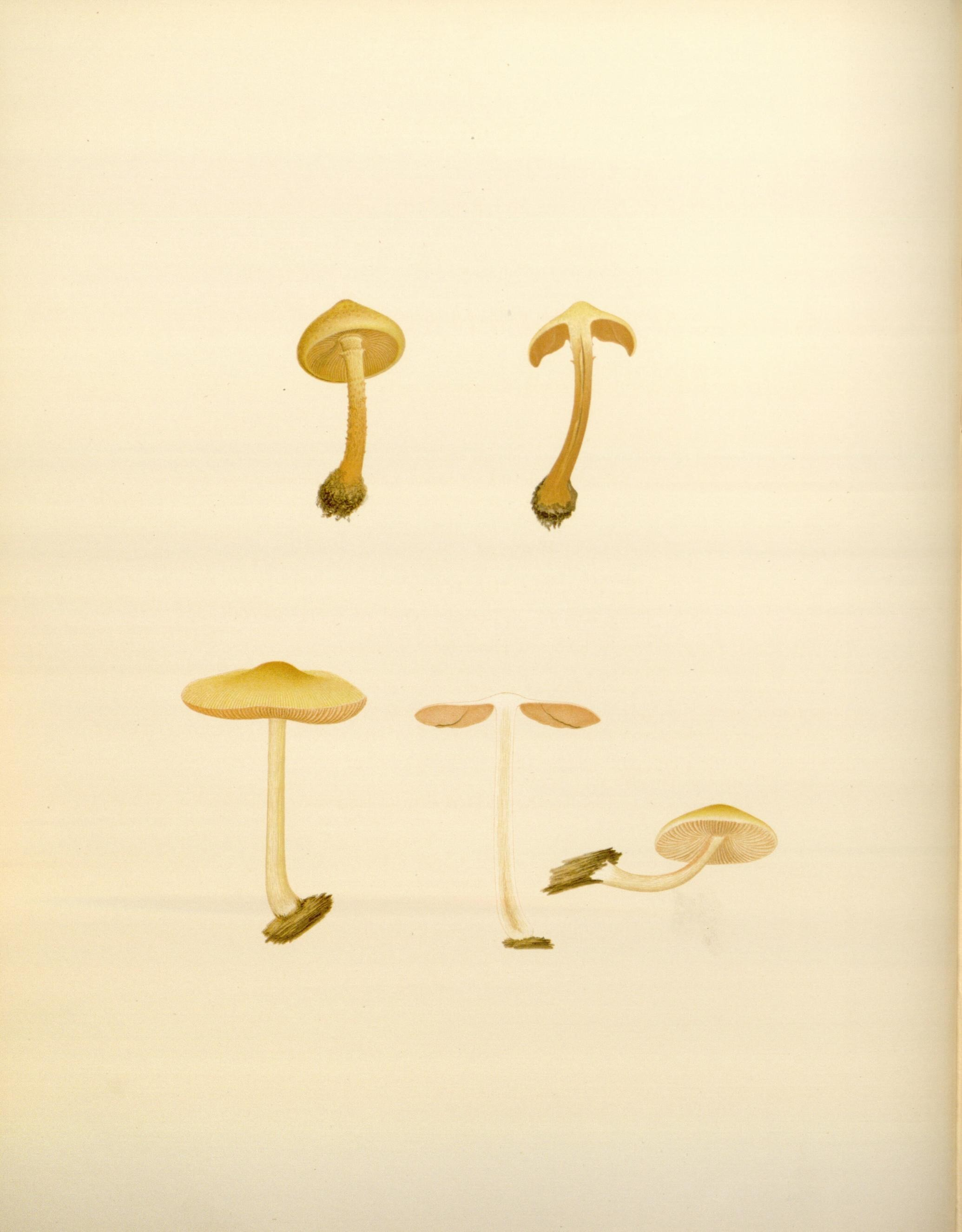
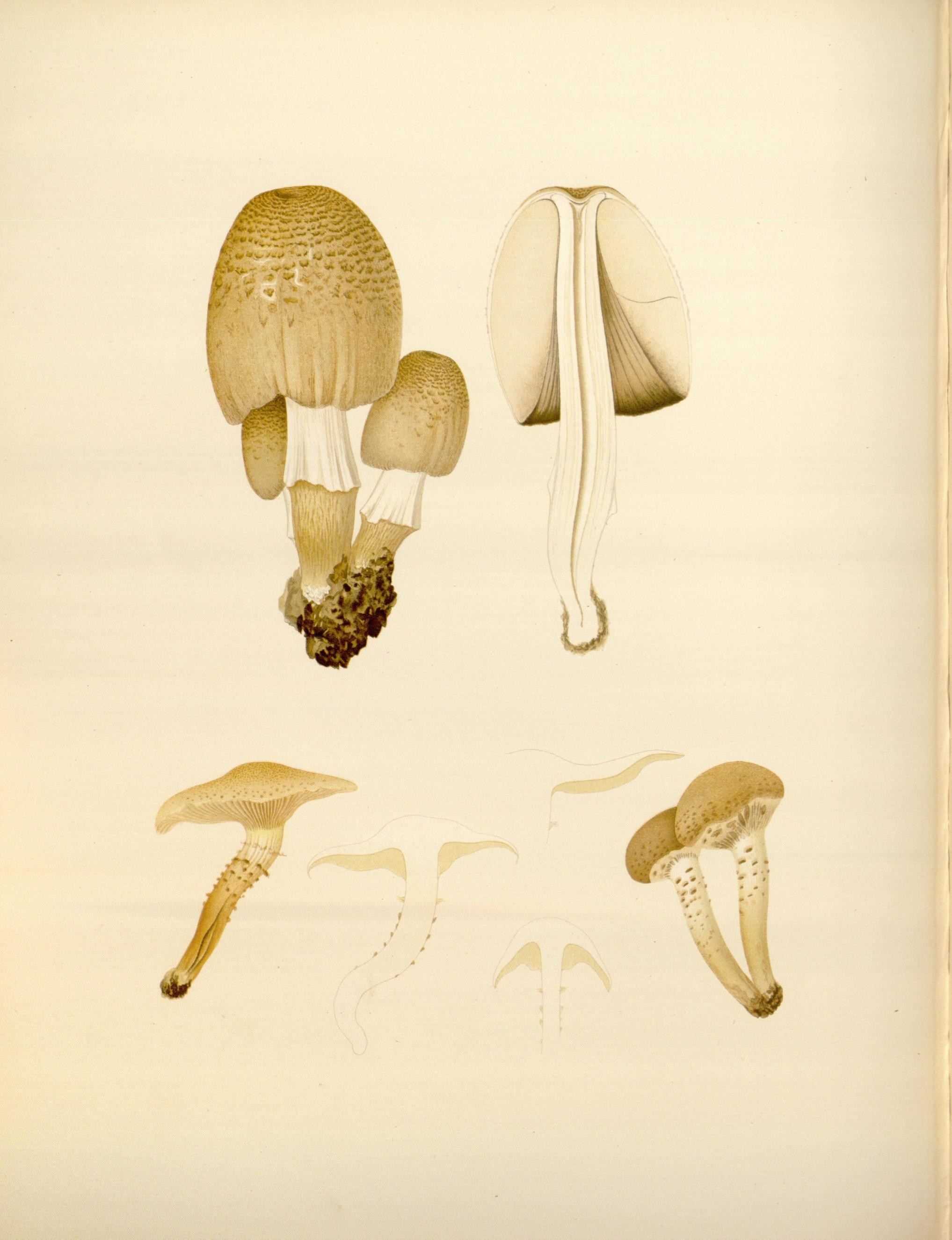
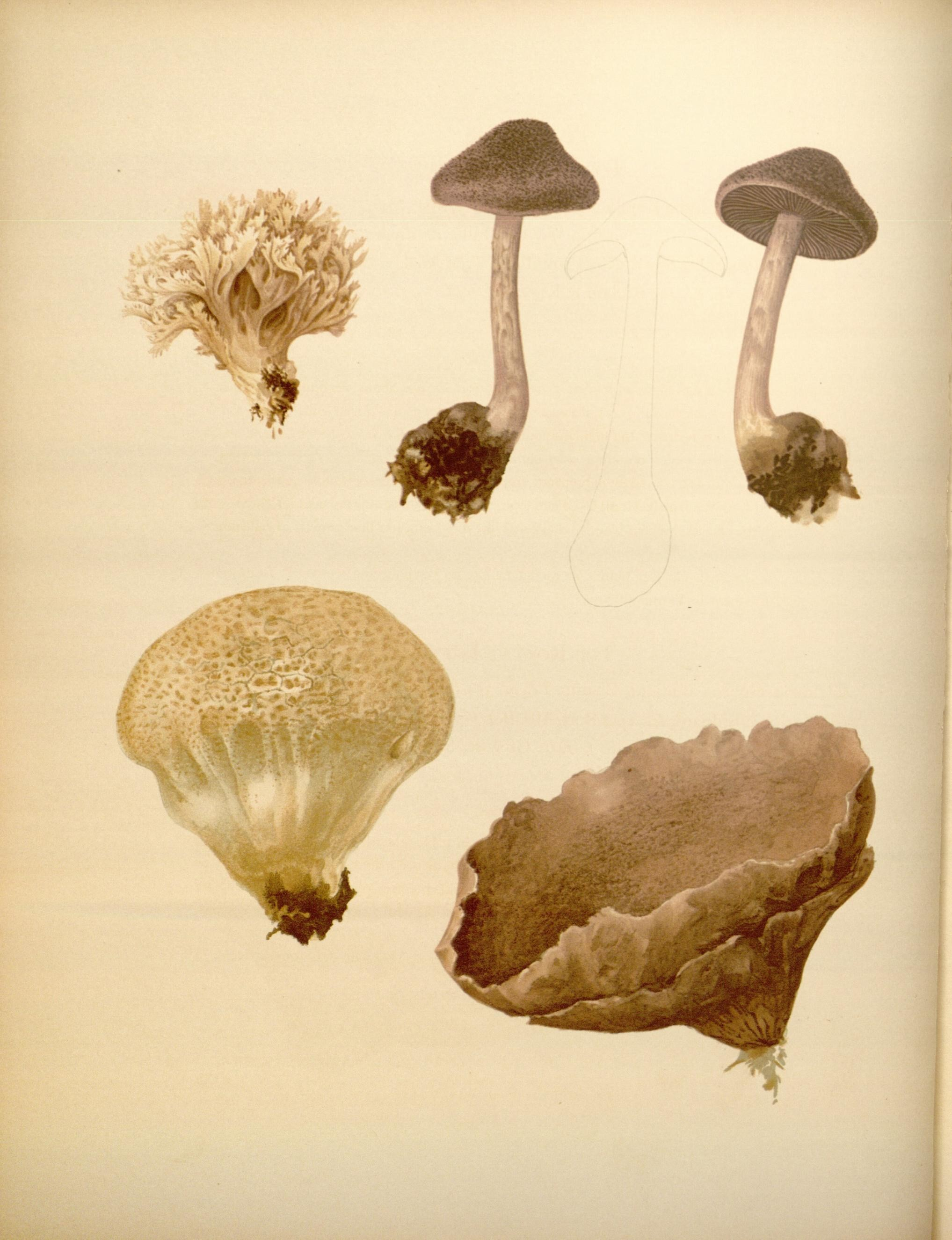
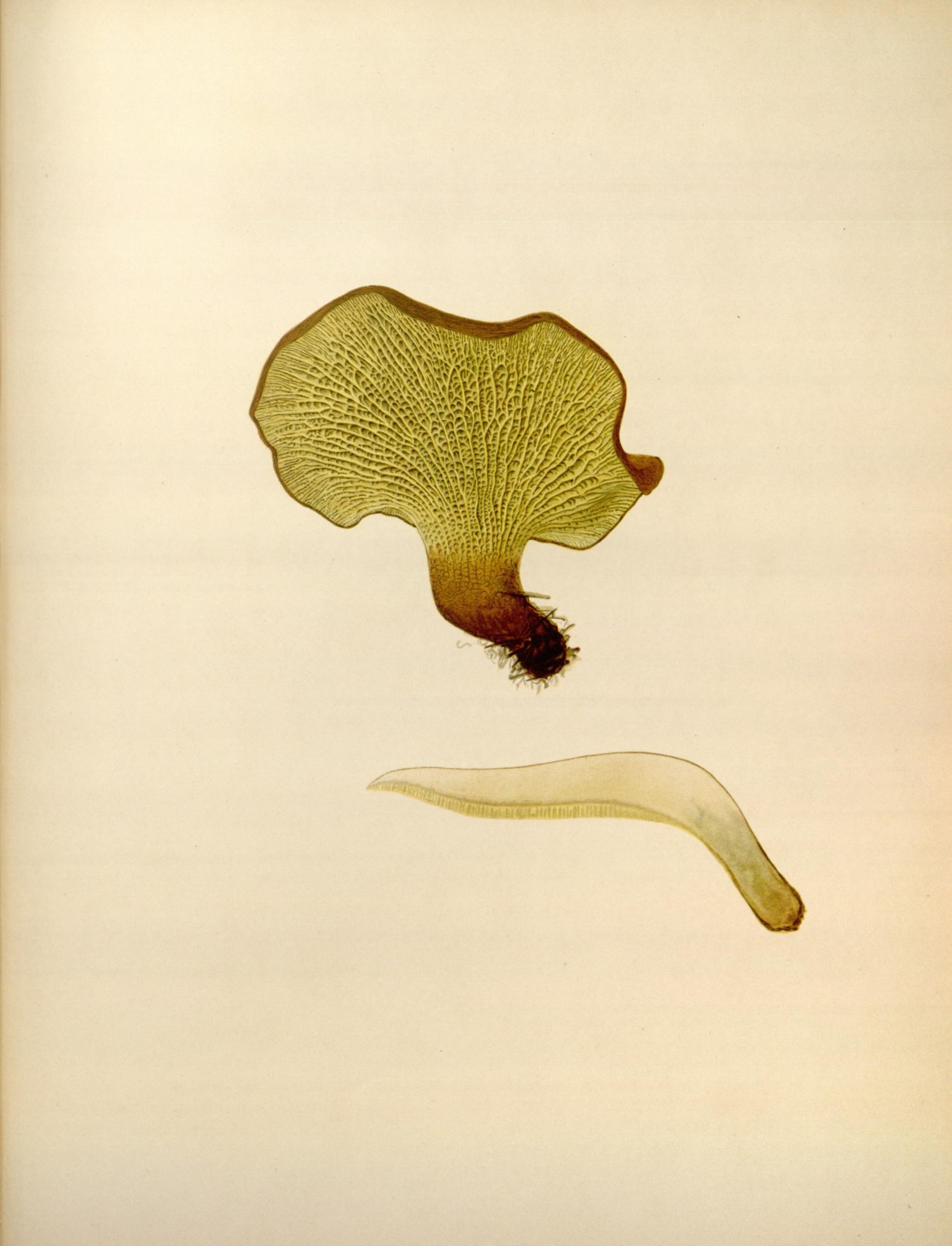

## 著作
- William Gilson Farlow (1880) The Gymnosporangia or Cedar-Apples of the United States
- William Gilson Farlow (1881) Marine Algœ of New England
- William Gilson Farlow (1883) "Enumeration of the Peronosporaceae of the United States: II." in Botanical Gazette 8:11 pp. 327 - 337
- William Gilson Farlow (1883) "Enumeration of the Peronosporaceae of the United States: I." in Botanical Gazette 8:10 pp. 305 - 315
- William Gilson Farlow (1885) "The Synchytria of the United States" in Botanical Gazette 10 pp. 235 - 240
- William Gilson Farlow (1887) "Obituary of Ravanel" in Botanical Gazette 12 pp. 194 - 197
- William Gilson Farlow (1888) A Provisional Host-Index of the Fungi of the United States
- William Gilson Farlow (1905) Biographical Index of North American Fungi
- William Gilson Farlow, Liberty Hyde Bailey & Roland Thaxter (1919) "George Francis Atkinson" in American Journal of Botany
- William Gilson Farlow & Edward Angus Burt (1929) Icones Farlowianae. Illustrations of the larger fungi of Eastern North America with descriptive text 120 pp.